# Весняного вечора
«Весня́ного ве́чора» (фр. Par un soir de printemps) — новела французького письменника Гі де Мопассана, видана в 1881 році. Сюжет розповідає про зневажену родичами стару діву, яку розчулили знаки уваги двох закоханих молодят. У цій новелі письменник звертає увагу на викривлені родинні зв'язки, егоїзм, нездатність співчувати, властиву щасливим людям. Мораль твору зобов'язує читача приділяти більше уваги самотнім, особливо літнім людям, а також вказує, що для виконання цього припису не потрібні великі жертви — достатньо звичайної повсякденної уваги.

## Історія
Вперше ця новела була надрукована в газеті «Le Gaulois» 7 травня 1881 року. Пізніше Гі де Мопассан використав сюжет цього твору у своєму дебютному романі «Життя». При написанні великих творів автор часто користувався вже опублікованими новелами як заготівками, які переробляв у новий сюжет, але «Весняного вечора» він використав майже дослівно, змінивши лише ім'я головного героя. У 1899 році письменник включив новелу до збірки «Дядько Мілон». Український переклад твору здійснив Максим Рильський. В його перекладі новелу опублікували у видавництві «Дніпро» двічі: у восьмитомному зібранні творів Гі де Мопассана (1969—1972) і двотомному виданні вибраних творів письменника (1990).

## Сюжет
Жанна мала побратися зі своїм кузеном Жаком, а оскільки про це всі знали, спільний відпочинок не був для них чимось надзвичайним. Цього весняного вечора молодята гуляли у парку перед вікнами будинку стільки, скільки можуть гуляти лише безмежно закохані одне в одного люди. Наглядати за ними батьки призначили свою родичку тітоньку Лізон. Скромна, тиха жіночка, що завжди наче намагалася не привертати до себе уваги й дівувала вже не один десяток літ, була зневажена навіть малими дітьми. В її родині до собачки Лут ставилися прихильніше, ніж до вічно послужливої й невибагливої Лізон. Аж ось зачувши, як Жак питає в нареченої «Чи не замерзли твої ніжки?», терпляча Лізон уперше в житті заходиться плачем. До неї ніхто ніколи не виявляв такої уваги.